# Севак, Рубен
Рубен Севак (наст. имя Рубен Чилингирян; 15 февраля 1885, Силиври — 26 августа 1915, Сирийская пустыня) — армянский поэт, прозаик, переводчик, врач родом из Западной Армении.

## Биография

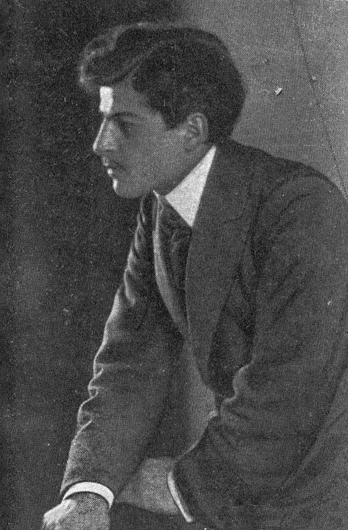
Рубен Севак. Фото 1910 года

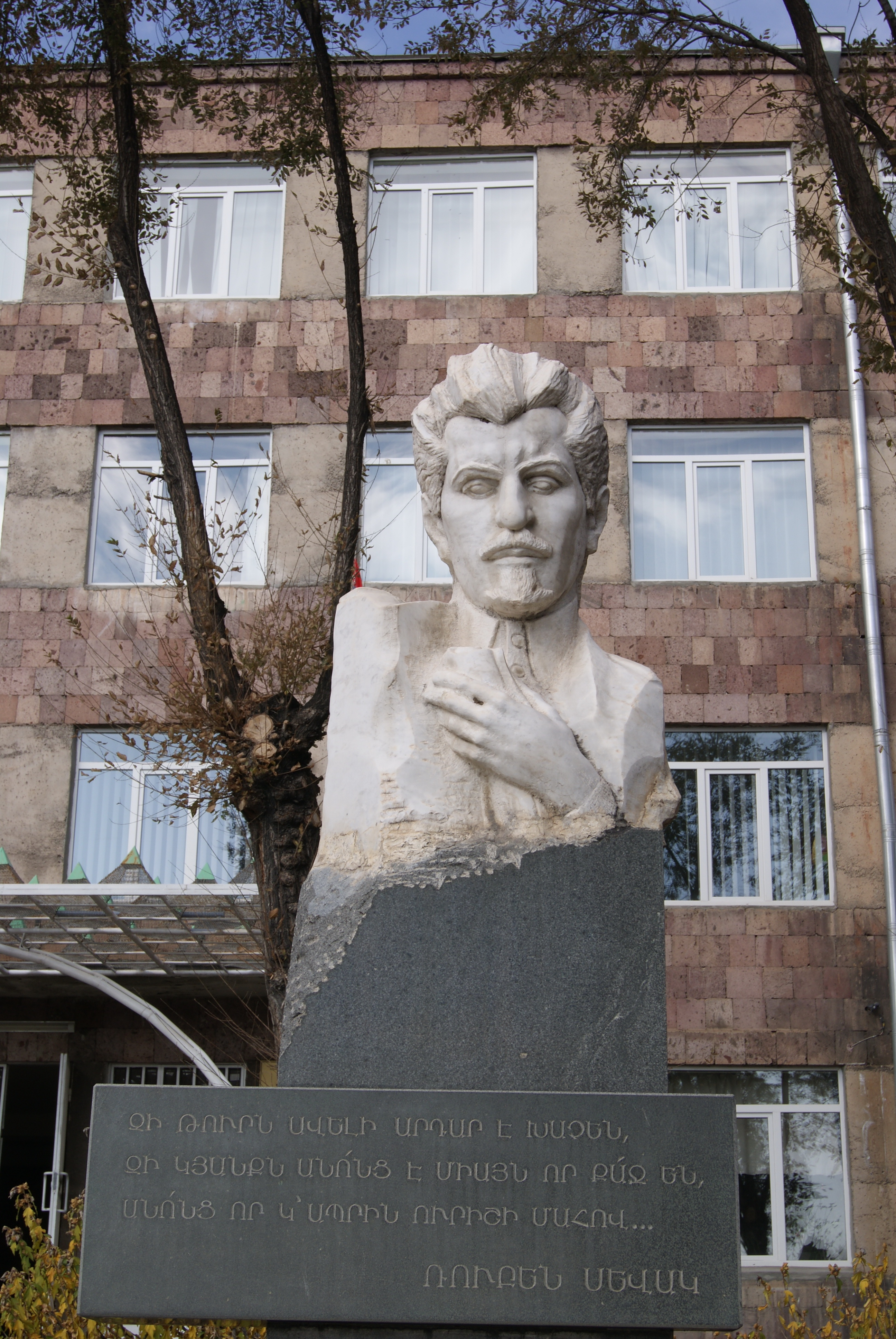
Бюст Рубена Севака, установленный в 1995 году в Ереване (ул. Бабаяна, 40).

Родился в селе Силиври близ Константинополя в семье ремесленника-торговца. Учился в местной школе, позже — в семинарии Перперян (Константинополь). В 1911 г. окончил медицинский факультет Лозаннского университета (Швейцария), работал в больнице в Лозанне. В 1914 г. вместе с семьёй вернулся в Константинополь. Через год начался Геноцид армян, жертвой которого пал Севак: 24 апреля по приказу турецких властей в числе более 250 представителей армянской интеллигенции был арестован и сослан вглубь Османской Турции — в Сирийскую пустыню, где 26 августа того же года был убит.

## Творчество
Рубен Севак начал литературное творчество в 1905 году. Его единственный прижизненный поэтический сборник — «Красная книга», вышел в свет в 1910 году. Является автором «Красной книги» (1910), посвященной национальным бедствиям армян (поэмы «Безумец погромов», «Турчанка») и социально-философским проблемам (поэма «Песня о человеке»). В периодической печати были опубликованы отдельные стихи из оставшихся в рукописях сборников «Книга любви», «Последние армяне», «Хаос». В стихах Рубена Севака раскрыты противоречия буржуазного общества. С верой в победу трудящихся, он изображал жизнь и борьбу европейских рабочих («Красное знамя», «Этот нож», «Дворник»). Автор цикла рассказов «Страницы, вырванные из дневника врача» (1913—1914).
Известны также стихотворные циклы «Хаос», «Последние из армян», «Книга любви». Писал также прозу, переводил Гейне, Шарля Леконта де Лиля и других.
«Проснитесь, добрые колокола!

Кто вырвал языки вам из гортаней?

Кровь просит слова, а не бормотанья.

Довольно вам молчать, колокола!»
(пер. П. Антокольского)
Большинство его поэтических произведений было посвящено теме патриотизма, Армении, боли и страданиям ее народа.

### Книги
- Прижизненный поэтический сборник — «Красная книга» (1910);

#### Поэмы
- «Безумец погромов»;
- «Турчанка»;
- «Песня о человеке».

#### Цикл рассказов
- «Страницы, вырванные из дневника врача» (1913—1914).

#### Рукописные сборники
- «Книга любви»,
- «Последние армяне»,
- «Хаос».

## Семья
В 1910 году женился на немке Янни Апаль (Севак); дети — Левон и Шамирам. Янни интересовалась армянской историей, изучала армянский язык. 24 апреля 1915 года, в день ссылки мужа, Янни Севак обращалась в посольство Германии в Турции в безуспешной попытке спасти мужа. Турки не имели права ее депортировать, так как Янни была немецкой подданной. После вести о смерти мужа Янни Севак с детьми уехала во Францию. Она отказалась от немецкого гражданства и даже перестала говорить по-немецки. Севак дала детям армянское образование. Она скончалась в Ницце 28 декабря 1967 года. Согласно завещанию, ее похоронили по армянскому обряду на армянском кладбище. Потомки Рубена Севака, благодаря стараниям его немецкой жены, сохранили свои армянские корни. Дочь, Шамирам Севак, скончалась в 2014 году в возрасте 102 лет. Она похоронена рядом с матерью.

## Память

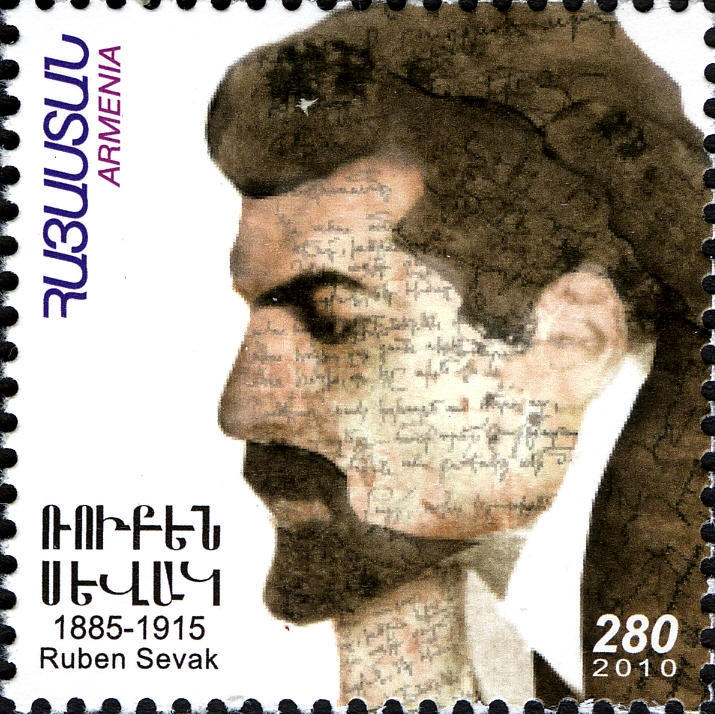
Рубен Севак, марка Армении 2011 г.

- Бюст в Ереване, установлен в 1995 году;
- Школа им. Рубена Севака в Ереване;[3]
- Марки Армении с изображением Рубена Севака.
- В честь Рубена Севака названо две улицы в Ереване, что часто вызывает путаницу у местных жителей.